# Новоочаківська сільська рада
Новооча́ківська сільська́ ра́да — колишній орган місцевого самоврядування в Березнегуватському районі Миколаївської області. Адміністративний центр — село Новоочаків.

## Загальні відомості
- Територія ради: 63,23 км²
- Населення ради: 924 особи (станом на 2001 рік)

## Населені пункти
Сільській раді підпорядковані населені пункти:
- с. Новоочаків
- с. Петропавлівка

## Склад ради
Рада складається з 12 депутатів та голови.
- Голова ради: Усатенко Галина Василівна
- Секретар ради: Михайличенко Лариса Миколаївна

### Керівний склад попередніх скликань
| Прізвище, ім'я, по батькові | Основні відомості                                                 | Дата обрання | Дата звільнення |
| --------------------------- | ----------------------------------------------------------------- | ------------ | --------------- |
| Дудяк Микола Дмитрович      | Сільський голова, 1958 року народження, член Народної партії      | 26.03.2006   | 31.10.2010      |
| Усатенко Галина Василівна   | Сільський голова, 1964 року народження, освіта вища, позапартійна | 31.10.2010   |                 |

Примітка: таблиця складена за даними сайту Верховної Ради України